# Bodenschaden
Ein Bodenschaden oder Schädliche Bodenveränderung ist eine für den Menschen erheblich nachteilige oder gefährliche Beeinträchtigung der Bodenfunktionen. „Schädliche Bodenveränderungen“ im Sinne von § 2 Absatz 3 des Bundes-Bodenschutzgesetzes (BBodSchG) sind Beeinträchtigungen der Bodenfunktionen, die geeignet sind, Gefahren, erhebliche Nachteile oder erhebliche Belästigungen für den Einzelnen oder die Allgemeinheit herbeizuführen.
Der Boden wurde 1999 neben Wasser und Luft zum dritten Schutzgut erklärt. Zur Sicherung des Umweltguts „Boden“ greifen neben dem BBodSchG Richtlinien, Leitfäden, Waldbaugrundsätze, Zertifizierungssysteme etc.

## Beispiele für mögliche Bodenschädigungen
Bodenschäden können vielfältige Gründe und Erscheinungen haben.
Auf der einen Seite stehen natürliche Prozesse der langfristigen Bodenentwicklung, zu denen viele Faktoren der Bodenschädigung gehören. Böden stehen immer mit ihrer Umwelt in Kontakt und entwickeln sich deshalb unablässig weiter. Dieser Vorgang ist aber eine beständige, natürliche Änderung. Bodenschäden im eigentlichen Sinne entstehen erst dann, wenn diese Prozesse durch menschliches Zutun stark zunehmen.
Auf der anderen Seite werden viele Bodenschäden durch künstliche, rein menschlich Vorgänge verursacht, die in der Natur nicht vorkommen.
natürlich vorkommende Prozesse
| Prozess                     | Beschreibung                                                                              | Beispiele für menschliche Risikofaktoren, die den Prozess beschleunigen                                             |
| Auslaugung bzw. Auswaschung | Lösung und Ausschwemmung von Salzen Nährstoffverlust                                      | zu starke Bewässerung Ackerflächen ohne Bewuchs (mehr Sickerwasser) Waldrodung (v.A. in den Tropen)                 |
| Bodenerosion                | Verlagerung von Boden durch Wind oder Wasser                                              | Übernutzung und Überweidung (Zerstörung der Vegetationsdecke) Landwirtschaft in Hanglagen Ackerflächen ohne Bewuchs |
| Bodenversalzung             | Anreicherung von Salz im Boden                                                            | Landwirtschaft mit Bewässerung in ariden/semiariden Zonen Nicht angepasstes Bewässerungsmanagement                  |
| Bodenversauerung            | Absinken des pH-Werts (natürlicher Vorgang in humiden Zonen) Aufbrauch von Puffersystemen | Verwendung sauer wirkender Düngemittel Fehlende Kalkung                                                             |
| Desertifikation             | Verwüstung                                                                                | Übernutzung/Überweidung zu hohe Wasserentnahmen aus Flüssen/Seen/Grundwasser Anbau zu wasserintensiver Kulturen     |

künstliche Prozesse
| Prozess                  | Beschreibung                                                                          | Beispiel(e) |
| Bodenverdichtung         | Bodenstrukturveränderung zu dichterer Lagerung                                        | Befahren mit schweren Maschinen Planierung von Gelände                                                                          |
| Aktive Nährstoffentnahme | Übermäßiger Abtransport von Nährstoffen Langfristige Zerstörung des Bodens            | Plaggengewinnung Vollständiges Abfahren aller Ernteresten                                                                       |
| Erdarbeiten              | Umbrüche/Strukturschäden Störung des Bodenbiotops                                     | Sämtliche größeren Erdbewegungen                                                                                                |
| Kontaminierung           | Einbringung schädlicher Substanzen (Schwermetalle, Chemikalien etc.)                  | Düngemitteleinsatz Immissionen Chemieunfälle wilde Müllkippen/Müllentsorgung Ausbringung von Klärschlamm Militärische Altlasten |
| Flächenversiegelung      | Abdichten der Erdoberfläche Weitgehende Zerstörung aller natürlicher Bodenfunktionen  | Bebauung wie Siedlungen, Industrie Infrastruktur wie Straßen oder Flughäfen                                                     |
| Saurer Regen             | Künstliche Bodenversauerung durch belastetes Regenwasser Nährstoff- und Pufferverlust | Immissionen |

## Voraussetzungen für Umwelthaftung bei Bodenschäden
Zu den Voraussetzungen für Bodenschäden, die für Umwelthaftungen und behördliches Einschreiten gemäß dem Bundes-Bodenschutzgesetz relevant sein können, zählen: Einbringung von Stoffen etc. auf, in oder unter den Boden, dadurch Beeinträchtigung der Bodenfunktionen gem. § 2 Abs. 2 BBodSchG und Verursachung einer Gefahr für die menschliche Gesundheit.
Um Bodenschäden entgegenzuwirken, ist der Boden in seiner Funktions-, Regenerations- und nachhaltigen Nutzungsfähigkeit auf Dauer zu erhalten.